# Polyrhachis trophima
Polyrhachis trophima é uma espécie de formiga do gênero Polyrhachis, pertencente à subfamília Formicinae.